# Culex molestus
El mosquito del metro de Londres, Culex molestus, es una especie de mosquito del género Culex encontrado inicialmente en el interior del mencionado metro. Es un ejemplo de evolución a partir de una población de Culex pipiens que hubo de cambiar su dieta al asentarse en el interior de túneles donde no existía su alimento habitual, la sangre de aves.
Tomó inicialmente el nombre de Culex pipiens molestus. Aunque fue descubierto en el metro de Londres, se ha observado, probablemente por expansión posterior, en muchos túneles de metro del mundo. Se sugiere que se ha adaptado a la vida subterránea a lo largo del último siglo, procedente del Culex pipiens, aunque algunas evidencias sugieren que se trata de una variedad relacionada con Culex pipiens que se ha adaptado a la calidez del entorno subterráneo de las ciudades septentrionales.
Kate Byne y Richard Nichols descubrieron que este mosquito era una especie diferente de Culex pipiens. Las especies son morfológicamente muy distintas; tienen una reproductividad entre ellas casi nula (como pueden tenerla el gorrión y el jilguero, por ejemplo, en las aves), y presentan diferencias genéticas que encajan con un efecto fundador, mantenidas gracias a la selección disruptiva y el aislamiento de las distintas líneas de metro entre sí y con la superficie. Más específicamente, Culex molestus es intolerante al frío, y puede alimentarse de ratas y humanos, a diferencia de Culex pipiens, que hiberna durante la época fría, y tan solo se puede alimentar de aves. Cuando ambas especies hibridan, los huevos son mayoritariamente infértiles, y la poca descendencia que aparece es estéril.